# Miltogramma tunesica
Miltogramma tunesica är en tvåvingeart som först beskrevs av Günther Enderlein 1936.  Miltogramma tunesica ingår i släktet Miltogramma och familjen köttflugor.
Artens utbredningsområde är Tunisien. Inga underarter finns listade i Catalogue of Life.